# Bruniales
Bruniales is een botanische naam, voor een orde in de tweezaadlobbige planten: de naam is gevormd uit de familienaam Bruniaceae. Een orde onder deze naam wordt zelden erkend door systemen voor plantentaxonomie, maar wel door de Angiosperm Phylogeny Website [12 augustus 2009]. De orde wordt dan geplaatst in de clade die daar asterid II heet, bij APG II de euasterids II, en in de 23e druk van de Heukels de Campanuliden. De omschrijving is dan:
- orde Bruniales
familie Bruniaceae
familie Columelliaceae

In deze omschrijving omvat de orde dan ook de planten die voorheen wel de familie Desfontainiaceae vormden.
Ook APG III (2009) erkent zo'n orde.